# 瓦罗什弗尔德
瓦罗什弗尔德，是匈牙利南部巴奇-基什孔州所辖的一个村，总面积62.87平方公里，总人口2274，人口密度36人/平方公里（2002年）。地理坐标为46°49′N 19°46′E。